# Hans Mentzinger

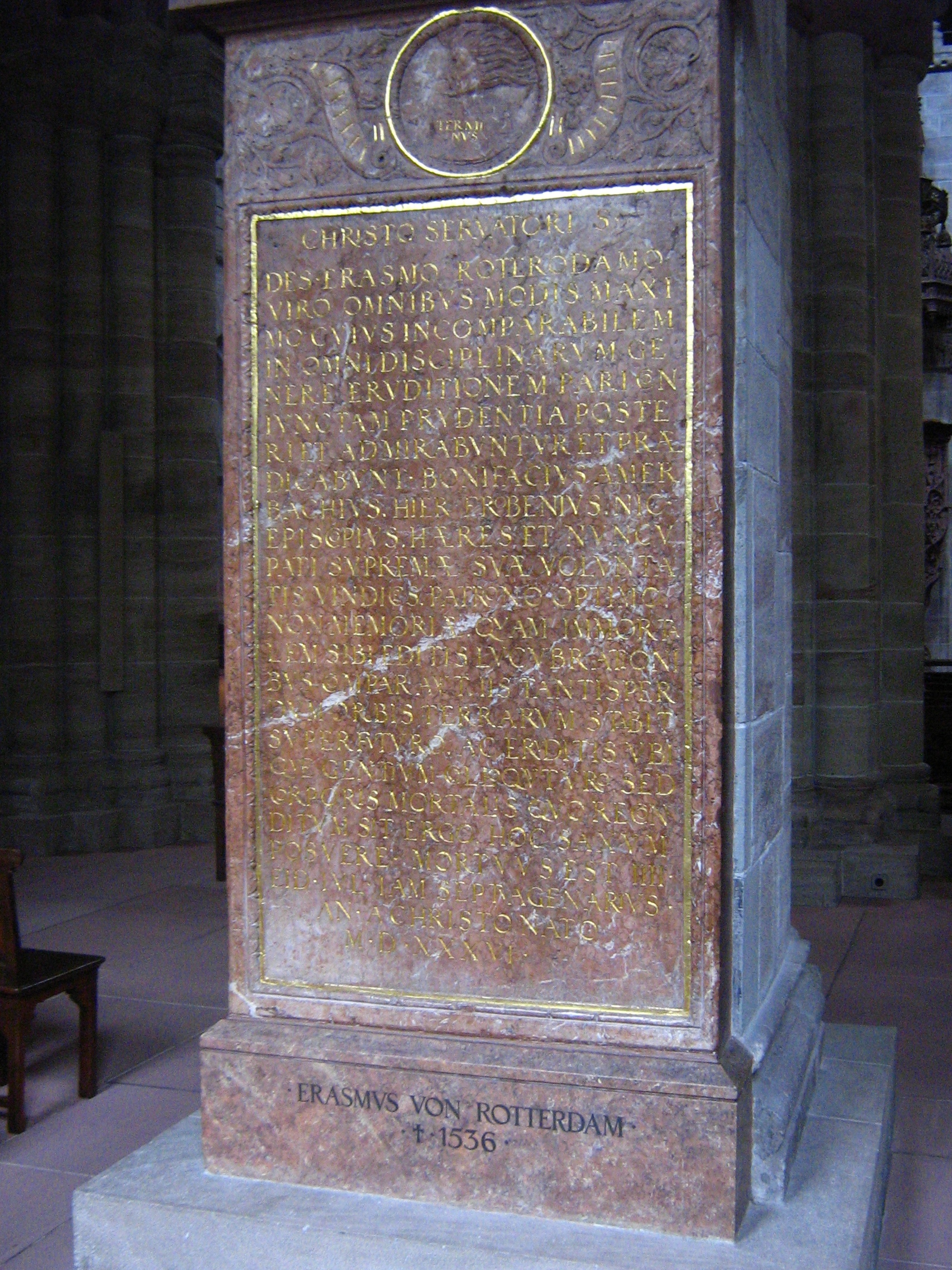
Mentzingers Erasmus-Epitaph im Basler Münster

Hans Mentzinger (* 1492; † vor 1550) war ein in Basel wirkender Steinmetz und Baumeister.
Hans Mentzinger schuf 1521/1526 gemeinsam mit Hans Turner das Sakramentshäuschen in der Theodorskirche in Kleinbasel. Später wirkte er als Werkmeister an den Münstern von Basel und 1533 von Freiburg im Breisgau sowie in Masmünster (Elsass). 1538 schuf er das Epitaph für den zwei Jahre zuvor gestorbenen Humanisten Erasmus von Rotterdam im Basler Münster.